# Sadangkulon
Sadangkulon is een bestuurslaag in het regentschap Kebumen van de provincie Midden-Java, Indonesië. Sadangkulon telt 2494 inwoners (volkstelling 2010).